# Антипапські повстання
Антипапські повстання — народні повстання XII—XIV ст. проти світської влади папи римського та феодальної експлуатації в Папській області. За ідеал повстанці мали античну римську республіку.
Найбільшими були:
- Повстання ремісників і купецтва 1143, коли в Римі створено республіку на чолі з сенатом. З 1147 вождем повстапня був Арнольд Брешіанський; повстання зазнало поразки внаслідок розколу серед повстанців і угоди заможних верств міського населення з папою;
- Повстання у Римі ремісників та дрібних торгівців 1347 на чолі з Кола ді Рієнцо. Поблажливість до ворогів стала головною причиною поразки повстання і падіння створеної республіки.